# Шато Гајар
Шато Гајар (фр. Château-Gaillard) је насељено место у Француској у региону Рона-Алпи, у департману Ен (Рона-Алпи).
По подацима из 2011. године у општини је живело 1830 становника, а густина насељености је износила 110,24 становника/km².

## Демографија
| 1962. | 1968. | 1975. | 1982. | 1990. | 2011. |
| ----- | ----- | ----- | ----- | ----- | ----- |
| 428   | 439   | 698   | 832   | 1.027 | 1.830 |